# 이언 블리스
이언 블리스(영어: Ian Bliss, 1964년 11월 5일 ~ )는 오스트레일리아의 배우이다.

## 출연 작품

### 영화
- Passion (1999)
- 시암 썬셋 (1999)
- The Bank (2001)
- 매트릭스 2 - 리로디드 (2003)
- 매트릭스 3 - 레볼루션 (2003)
- Love My Way (2004)
- 맨-씽 (2005)
- 스텔스 (2005)
- 수퍼맨 리턴즈 (2006) - 우주왕복선 지휘관 역
- 악마와의 토크쇼 (2023) - 카마이클 역

### 텔레비전
- 홈 앤 어웨이 (1997) - 카이 라이언스 역
- 올 세인츠 (2002-07)